# 오키나와현 제2구
오키나와현 제2구(일본어: 沖縄県第2区)는 일본의 중의원 선거구이다. 1994년 공직선거법이 개정되면서 신설되었다.

## 지역
- 우라소에시
- 기노완시
- 나카가미군 일부

## 역대 국회의원
| 선거          | 선거            | 의원            | 정당       |
| ------------- | --------------- | --------------- | ---------- |
|               | 1996년 제41회   | 나카무라 세이지 | 신진당     |
|               | 2000년 제42회   | 나카무라 세이지 | 자유민주당 |
|               | 2003년 제43회   | 데루야 간토쿠   | 사회민주당 |
| 2005년 제44회 |                 | 데루야 간토쿠   | 사회민주당 |
| 2009년 제45회 |                 | 데루야 간토쿠   | 사회민주당 |
| 2012년 제46회 |                 | 데루야 간토쿠   | 사회민주당 |
| 2014년 제47회 |                 | 데루야 간토쿠   | 사회민주당 |
| 2017년 제48회 |                 | 데루야 간토쿠   | 사회민주당 |
| 2021년 제49회 | 아라카키 구니오 |                 | 사회민주당 |